# Nancy Fraser
Nancy Fraser (Baltimore, 1947. május 20. –) amerikai filozófus, kritikai teoretikus, feminista, a politikai és társadalomtudományok Henry A. és Louise Loeb professzora és a New York-i The New School filozófiaprofesszora. Az identitáspolitika kritikájáról és az igazságosság fogalmával kapcsolatos filozófiai munkásságáról széles körben ismert Fraser a kortárs liberális feminizmust és annak a társadalmi igazságossággal kapcsolatos kérdésekről való lemondását is határozottan bírálja. Fraser három ország négy egyetemének tiszteletbeli doktora, és 2010-ben elnyerte az Amerikai Filozófiai Társaság Alfred Schutz-díját a társadalomfilozófiában. A 2017-2018-as ciklusban az American Philosophical Association Eastern Division elnöke volt.

## Fiatalkora és tanulmányai
Fraser vegyes, második generációs bevándorló családból származott, apja zsidó, anyja ír katolikus és zsidó származású. Apja szülei kelet-európai bevándorlók voltak, elsősorban litván és lengyel származásúak. Anyai nagyanyja családja ír katolikus származású volt. Nagyanyja apja zsidó házaló kereskedő volt. Szüleit „zsidónak és nagyon zsidónak vallja”, de nem vallásosnak. Volt bat micvója, és részt vett a zsinagógában tartott nagyünnepi istentiszteleteken. 1969-ben a Bryn Mawr College-ban szerzett bachelor diplomát filozófiából, majd 1980-ban a CUNY Graduate Centerben filozófiából doktorált.

## Pályája
Sok éven át tanított a Northwestern Egyetem filozófia tanszékén, mielőtt 1995-ben a New Schoolba ment. Vendégprofesszor volt németországi, franciaországi, spanyolországi és hollandiai egyetemeken. Számos publikációja és előadása mellett Fraser a Constellations című nemzetközi kritikai és demokráciaelméleti folyóirat korábbi társszerkesztője, ahol továbbra is aktív tagja a szerkesztőbizottságnak. Meghívták a Stanford Egyetem Tanner-előadásainak megtartására és az Amszterdami Egyetem Spinoza előadásainak megtartására. 2024-ben visszavontak egy állásajánlatot, hogy előadásokat tartson a Kölni Egyetemen, miután kiderült, hogy Fraser aláírta a „Philosophy for Palestine” című levelet. Fraser „filoszemita mccarthyizmusnak” nevezte a meghívását elutasító döntést.

## Kutatás
Fraser számos témáról írt, de elsősorban az igazságosság és igazságtalanság filozófiai fogalmairól ismert. Fraser szerint az igazságosság két különálló, de egymással összefüggő módon értelmezhető: elosztási igazságosság (az erőforrások igazságosabb elosztása szempontjából) és elismerési igazságosság (a társadalmi identitások és csoportok közötti különbségek elismerése). Az igazságtalanságnak két megfelelő formája van: a rossz elosztás és a rossz elismerés.
Szerinte az 1960-as és 1970-es években számos társadalmi igazságossági mozgalom a faji, nemi, szexuális vagy etnikai alapon történő elismerés mellett érvelt, és a téves elismerés korrigálására való összpontosítás háttérbe szorította a rossz elosztás tartós problémáinak kiküszöbölését. Más szóval Fraser azt állítja, hogy az identitáspolitikára való túlzott összpontosítás eltereli a figyelmet a neoliberális kapitalizmus káros hatásairól és a sok társadalmat jellemző növekvő vagyoni egyenlőtlenségről.
Újabb munkáiban Fraser még ennél is tovább megy, amikor az identitáspolitika szűklátókörűségét összekapcsolja a gazdagok és szegények közötti szakadék növekedésével, különös tekintettel a liberális feminizmusra, amelyet Fraser a kapitalizmus „szolgálóleányának” nevez. Sheryl Sandberg 2013-as Lean In című könyvére reflektálva Fraser kifejtette:
Számomra a feminizmus nem egyszerűen arról szól, hogy a meglévő társadalmi hierarchiákon belül egyes nők egy kis csoportját hatalmi és kiváltságos pozíciókba juttassuk. Sokkal inkább arról szól, hogy legyőzzük ezeket a hierarchiákat. Ehhez meg kell kérdőjelezni a nemek közötti uralom strukturális forrásait a kapitalista társadalomban — mindenekelőtt a két, egymástól elvileg különböző tevékenység intézményesített szétválasztását: egyrészt az úgynevezett „termelő” munkát, amely történelmileg a férfiakhoz kötődik, és amelyet bérrel fizetnek; másrészt a „gondozó” tevékenységeket, amelyeket történelmileg gyakran nem fizetnek, és amelyeket még mindig főként nők végeznek. Véleményem szerint ez a nemek szerinti, hierarchikus felosztás a „termelés” és a „reprodukció” között a kapitalista társadalom meghatározó struktúrája és a nemek közötti aszimmetriák mélységes forrása. Nem lehet „a nők emancipációja” mindaddig, amíg ez a struktúra érintetlen marad.
2022 márciusában a 151 nemzetközi feminista között volt, akik aláírták a Feminist Resistance Against War: A Manifesto című kiáltványt, szolidaritást vállalva az orosz feminista háborúellenes ellenállással.

## Könyvek

### Fortunes of Feminism
Fortunes of Feminism: From State-Managed Capitalism to Neoliberal Crisis (A feminizmus szerencséje: Az államilag irányított kapitalizmustól a neoliberális válságig) című, 1985 és 2010 között írt esszék gyűjteménye, amely azt a „három felvonásos drámát” kívánja boncolgatni, amely a szerző szerint a második hullám feminizmusának fonala. Az első felvonás azt a pillanatot jelenti, amikor a feminista mozgalom csatlakozott a radikális mozgalmakhoz, hogy a nemek közötti igazságtalanság és a kapitalizmus androcentrizmusának leleplezése révén átalakítsa a társadalmat, míg a második felvonás – emeli ki Fraser sajnálkozva – az újraelosztásról az elismerésre és a különbségre való áttérés, valamint az identitáspolitika felé való elmozdulás, amely a neoliberalizmus támogatását kockáztatja a szabadpiaci társadalom kiépítésére irányuló erőfeszítések révén. A harmadik felvonást a mozgalom újjáélesztéseként látva Fraser egy újjáéledő feminista radikalizmus mellett érvel, amely képes kezelni a globális gazdasági válságot. A feminizmusnak olyan erőnek kell lennie, amely más egyenlőségi mozgalmakkal együtt dolgozik a gazdaság demokratikus ellenőrzés alá vonásáért folytatott küzdelemben, miközben a nők felszabadításának korábbi hullámaiban rejlő víziós potenciálra épít.
A mű fontos hozzájárulásnak tekinthető, mivel világos keretet biztosít a munkával, az emancipációval, az identitással és a jogkövetelésekkel kapcsolatos kérdések újragondolásához, amelyek a neoliberalizmus kortárs kontextusában az igazságosság politikai követeléseinek középpontjában állnak. Bár a politikai gazdaságtan szükséges beépítése a kortárs feminista diskurzusba, Fraser elméleti sémáinak használatát kritika érte, mivel időnként sűrű és zavaros – nem világos például, hogy miért van háromféle szükségletdiskurzus, a függőség négy regisztere vagy a nemi igazságosság hét elve. M. E. Mitchell, a Marx & Philosophy szerzője azt írja: „Ez [a bonyolultság] talán annak köszönhető, hogy hajlamos arra, hogy olyan kifejezéseket használjon, amelyek a legjobban lefedik az intézményesített elnyomás folyamatait. Az így, az alapoktól kezdve történő gondolkodás olyan komplexitást ad munkájának, amely időnként veszélyezteti elméleti kategóriáinak szisztematikus minőségét és koherenciáját.”

### Unruly Practices
Unruly Practices: Power, Discourse, and Gender in Contemporary Social Theory (Szabálytalan gyakorlatok: Hatalom, diskurzus és nemek a kortárs társadalomelméletben) az 1980 és 1989 között írt esszék gyűjteménye. A könyv a hatalom és a forrás elméleteit vizsgálja Foucault-nál, a francia dekonstrukció és Richard Rorty politikáját, a nemek politikáját Habermasnál, valamint a szükségletértelmezés politikáját két záró esszében, amelyekben saját pozícióját vázolja fel a kortárs szocialista-feminista kritikai elméleten belül. Olyan kortársak, mint Douglas Kellner, úgy méltatták Fraser írásait, mint amelyek „társadalmi reménnyel fűszerezettek”, és hatékonyan szintetizálják a politikai cselekvés és a társadalmi haladás iránti feminista elkötelezettséget a modern és posztmodern társadalmi szkepticizmus számos formájával. Mások azonban kritizálták azt a célját, hogy „a szocialista feminizmus [jelenlegi] politikai gyakorlatának eligazításához szükséges nagy diagnosztikai képet” nyújtson, mivel az egyszerre túl ambiciózus és végső soron túl szűk látókörű. Patricia S. Mann például a következőképpen foglalja össze a szöveg buktatóit:
Bárcsak Fraser nagyobb erőfeszítéseket tett volna, hogy az analitikus filozófia erőforrásait hívja segítségül. Igaz, hogy az analitikus filozófusok egészen Immanuel Kantig és Jeremy Benthamig tekintenek vissza az analitikus filozófia paradigmáiért. A filozófia, amelyet az egyének társadalmi konstitúciójának e fogalmai, illetve az egyéni gondolkodás irracionalitásai érintetlenül hagynak, egy elavult, de még mindig hajózásra alkalmas hajót kínál mindazok számára, akik át akarják vészelni a posztmodern kiábrándulás viharait a cselekvés és a folyamat fogalmaival kapcsolatban. Ha Fraser az analitikus politikai gondolkodók munkáit használta volna fel, amikor végül megfogalmazta a jóléti állam szocialista-feminista elméletét, kihasználhatta volna a politikai cselekvés és a politikai jogok elismerten „vékony” elméleteit a mai politikai filozófiában.

## Díjak és kitüntetések
- Doctor Honoris Causa, Erasmus School of History, Culture and Communication and Faculty of Philosophy, Erasmus University Rotterdam, 2014.[27]
- Doctor Honoris Causa, Universidad Nacional de San Martin, Buenos Aires, Argentina, 2014.
- International Research Chair in Social Justice, Collège d'études mondiales, Paris, 2011-2016
- Senior Fellow, Center for Advanced Studies "Justitia Amplificata," Frankfurt, 2013.
- Rosa Luxemburg Foundation Fellow, November–December 2012.
- Einstein Visiting Fellow, JFK Institute for North American Studies, Freie Universität, Berlin, 2010–2012.
- Humanitas Visiting Professor in Women's Rights, University of Cambridge, UK, March 2011
- Doctor Honoris Causa, Roskilde University, Denmark, 2011.
- Donald Gordon Fellow, Stellenbosch Institute for Advanced Studies, South Africa, 2011.
- Alfred Schutz Prize in Social Philosophy, American Philosophical Association, 2010.
- Chaire Blaise Pascal, École des hautes études en sciences sociales, Paris, 2008-2010
- Awarded the Doctor Honoris Causa, by the National University of Cordoba (Argentina), 2006.
- American Academy of Arts and Sciences Fellow,  2019.[28]
- Karl Polanyi Visiting Professorship, 2021.[29]
- Knight of the Legion of Honor of France
- Nessim Habif World Prize, University of Geneva, 12 October 2018
- Nonino Prize 2022 "Master of Our Time", Italy, 2022.[30]

## Írások
Könyvek
- Fraser, Nancy. Unruly practices: power, discourse, and gender in contemporary social theory. Minneapolis: University of Minnesota Press (1989). ISBN 9780816617784
- Fraser, Nancy. Justice interruptus: critical reflections on the "postsocialist" condition. New York: Routledge (1997). ISBN 9780415917940
- Redistribution or recognition?: A political-philosophical exchange. London New York: Verso (2003). ISBN 9781859844922
- Fraser, Nancy. Scales of justice: reimagining political space in a globalizing world. New York: Columbia University Press (2009). ISBN 9780231519625
- Fraser, Nancy. Fortunes of feminism: from state-managed capitalism to neoliberal crisis. Brooklyn, New York: Verso Books (2013). ISBN 9781844679850
- Fraser, Nancy. Transnationalizing the Public Sphere (2014. július 8.). ISBN 978-0-7456-5058-6. OCLC 815364610
- Domination et émancipation, pour un renouveau de la critique sociale (francia nyelven). Lyon: Presses Universitaires de Lyon (2014). ISBN 9782729708863
- Feminism for the 99%: A Manifesto. Verso (2019. július 21.). ISBN 9781788734424
- Fraser, Nancy. The Old Is Dying and the New Cannot Be Born. Verso Books (2019). ISBN 9781788732727
- Fraser, Nancy. Cannibal Capitalism. Verso Books (2022). ISBN 9781839761232

Szerkesztett könyvek és egyes közreműködések szerkesztett kötetekben
- Revaluing French feminism: critical essays on difference, agency, and culture. Bloomington: Indiana University Press (1992). ISBN 9780253206824
- Feminist contentions: a philosophical exchange. New York: Routledge (1995). ISBN 9780415910866
- Fraser, Nancy & Gordon, Linda (1995), "A genealogy of dependency: tracing a keyword of the U.S. Welfare State", Rethinking the political: women, resistance, and the state, Chicago: University of Chicago Press, pp. 33–60, ISBN 9780226073996, <https://archive.org/details/rethinkingpoliti0000unse/page/33>
- Fraser, Nancy (1997), "Structuralism or pragmatics?: on discourse theory and feminist politics", The second wave: a reader in feminist theory, New York: Routledge, pp. 379–395, ISBN 9780415917612
- Fraser, Nancy (1998), "From redistribution to recognition? Dilemmas of justice in a "post-socialist" age", in Willett, Cynthia, Theorizing multiculturalism: a guide to the current debate, Malden, Massachusetts: John Wiley & Sons, pp. 19–49, ISBN 9780631203421
- Fraser, Nancy (1998), "A rejoinder to Iris Young", in Willett, Cynthia, Theorizing multiculturalism: a guide to the current debate, Malden, Massachusetts: John Wiley & Sons, pp. 68–72, ISBN 9780631203421
- Adding insult to injury: Nancy Fraser debates her critics. London New York: Verso (2008). ISBN 9781859842232
- Politics of culture and the spirit of critique dialogues. New York: Columbia University Press (2011). ISBN 9780231151870
- Fraser, Nancy. Fortunes of feminism: from state-managed capitalism to neoliberal crisis. Brooklyn, New York: Verso Books (2013). ISBN 9781844679843
- Capitalism: A Conversation in Critical Theory. Polity Press (2018). ISBN 9780745671567

Folyóiratcikkek
- Fraser, Nancy (1989. január 1.). „Talking about needs: Interpretive contests as political conflicts in welfare-state societies”. Ethics 99 (2), 291–313. o, Kiadó: University of Chicago Press. DOI:10.1086/293067. JSTOR 2381436.
- Fraser, Nancy (1994. szeptember 1.). „After the family wage: what do women want in social welfare?”. Social Justice 21 (1), 80–86. o. DOI:10.1177/0090591794022004003. JSTOR 29766787.
- Fraser, Nancy (2001. június 1.). „Recognition without ethics?”. Theory, Culture & Society 18 (2–3), 21–42. o, Kiadó: Sage. [2019. február 24-i dátummal az eredetiből archiválva]. DOI:10.1177/02632760122051760. (Hozzáférés: 2025. június 26.)
- Fraser, Nancy (2005. szeptember 1.). „Mapping the feminist imagination: from redistribution to recognition to representation”. Constellations 12 (3), 295–307. o, Kiadó: Wiley. DOI:10.1111/j.1351-0487.2005.00418.x.

### Magyarul megjelent
- Kannibál kapitalizmus (Cannibal Capitalism) – Open Books, Budapest, 2024 · ISBN 9789635723669 · Fordította: Bakó Júlia

## Fordítás
- Ez a szócikk részben vagy egészben  a   Nancy Fraser című angol Wikipédia-szócikk fordításán alapul.  Az eredeti cikk szerkesztőit annak laptörténete sorolja fel. Ez a jelzés csupán a megfogalmazás eredetét és a szerzői jogokat jelzi, nem szolgál a cikkben szereplő információk forrásmegjelöléseként.